# Pleasure Goal: 5on5 Mini Soccer
Pleasure Goal: 5on5 Mini Soccer est un jeu vidéo de football développé par Saurus et édité par SNK en 1996 sur Neo-Geo MVS, Neo-Geo CD (NGM 219),,.